# Felix Rosenqvist
Felix Rosenqvist (Värnamo, 1991. november 7. –) svéd autóversenyző, aki megnyerte a 2015-ös Formula–3 Európa-bajnokságot. Ő tartja a rekordot, azzal hogy kétszer megnyerte a Makaó és a Masters of Formula–3-at, továbbá egyszer a Grand Prix de Pau-t és a Formula–3 Európa-bajnokságot.

## Pályafutása

### Formula Renault
Rosenqvist formulaautós karrierjét Ázsiában kezdte. Megnyerte a 2008-as Formula Renault 2.0 Ázsia és 2009-es Formula Renault 2.0 Skandinávia sorozatot.

### Formula–3
2010-ben 5. volt a Német Formula–3-as bajnokságban, 2 győzelmet, 8 pódium és 1 első-rajtkockát szerzve. Ő is részt vett a 2010-es makaói nagydíjon és a Formula–3 Euroseriesben, ahol 9. helyen végzett.
2011-ben a Mücke Motorsport csapatával versenyszett a Formula–3 Euroseries sorozatban, ahol 5. lett 1 győzelemmel, 10 dobogóval és 5 leggyorsabb körrel. 2012-ben elindult párhuzamban a Formula–3 Európa-bajnokság. Az Euroseriesben 3. lett, és második helyen végzett a makaói versenyen. 2013-ra megszüntették a Formula–3 Euroseriest és helyét a Formula–3 Európa bajnokság vette át. A sorozat első szezonjában 2. lett Raffaele Marciello mögött, a Masters of Formula–3-on viszont diadalmaskodott. Makaóban az első sorból kezdett, de összeütközött Marcielloval és Pipo Derani-val, ennek következtében az első körben kiestett. 2014-ben egy rosszul sikerült szezon után a 8. lett az év végi elszámolásban mindössze egy győzelemmel, csalódást keltő teljesítménnyel. Az évet a 2014-es ismét a makaói versennyel zárta, amit megnyert. 2015-ben elhagyta a Mücke Motorsportot és átigazolt a Prema Powerteamhez. A szezonban egyből bajnok lett az új csapatával. Összesen 13 győzelmet, 24 pódiumot és 17 pole-pozíciót szerzett. Makaóban ismét elsőként szelte át a célvonalat sorozatban másodjára. A hosszú Formula–3-as karrierje azt jelentette, hogy ő lett a legeredményesebb versenyző a géposztály történetében.

### Indy Lights
2016 februárjában bejelentette, hogy versenyezni fog a Belardi Auto Racing színeiben a 2016-os Indy Lights sorozatban ami az IndyCar betétfutamai ként szerepel. A kiírás 18 összecsapásából, 10 futamon indult, mivel a Mercedes-Benz sportprogramjában Európában is volt programja. Az amerikai szériában 3 győzelmet szerzett, továbbá sikeres tesztet végzett IndyCar-ban a Chip Ganassi Racing-el a Mid-Ohio Sports Car Course pályán. Később úgy nyilatkozott, hogy örömmel térne vissza az USA-ba később a karrierje során.

### DTM
2016-ban lehetőséget kapott a Német túraautó-bajnokságban miután folytatta a hosszútávú partnerségét a Mercedes-Benzzel. Az ART Grand Prix színeiben mutatkozott be, miután Esteban Ocon a Formula–1-ben kapott lehetőséget a Manor Racingnél. Debütálásán, Moszkvában egy 10. helyet ért el, az első DTM versenyén. Ezenkívül még a Hungaroringen szerzett egy 8. pozíciót.

### Sportautózás
Párhuzamosan több más szériával a 2016-os évben a Blancpai GT Sprint-kupában versenyzett a francia Tristan Vautierrel együtt, egy Mercedes-AMG GT3 vezetésével, amely autót a francia AKKA-ASP Team készített fel. A 10 versenyből 1 győzelmet és 3 dobogót szereztek és összesítésben 7. helyet érték el. Ugyanez a duó a Renger van der Zande-val kiegészülve lett nevezve az Endurance-kupa keretein belül, a Spái 24 órás versenyre, ahol a 2. helyen értek célba.
2018-ban a japán Super GT-ben is versenyzett a Team LeMans-szal, ugyanazzal a csapattal, amellyel az előző évben a Super Formula sorozatban állt rajhoz. Az istálló Andrea Caldarelli helyére szerződtette.

### Formula–E
2016. augusztus 22-én a korábbi Formula–1-es pilóta, Nick Heidfeld csapattársa lett az indiai Mahindra Racing színeiben a 2016–2017-es Formula–E kiírásra. 2017. június 10-én győzelemmel zárta a berlini fordulót. Ezzel alakulata legelső győzelmét szerezte a szériában. 2018 decemberében visszahívták, miután Pascal Wehrlein egyéb okok miatt nem tudott elutazni Rijádba a 2018–2019-es évad szezonnyitó helyszínére.

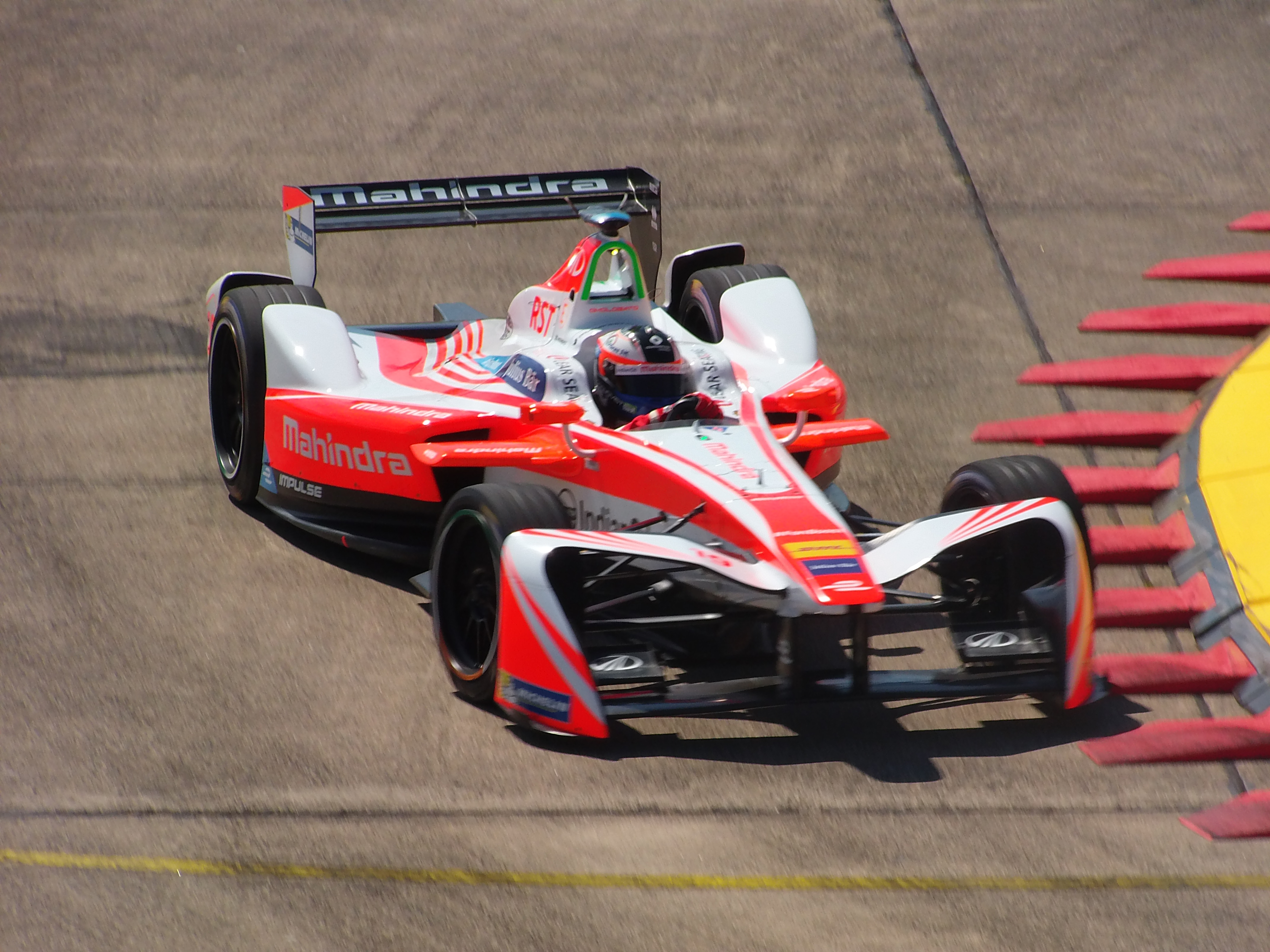
Rosenqvist a 2017-es Berlin nagydíjon

### IndyCar
2018. szeptember 29-én a Chip Gannassi Racing bejelentette, hogy a svéd pilótát szerződtették az ötszörös bajnok Scott Dixon mellé. 2019. július 28-án Mid-Ohióban az utolsó körökben több alkalommal is támadta csapattársát, de végül másodikként intették le.
A 2020-as szezonban, július 12-én megszerezte élete első futamgyőzelmét a második Road America-fordulón.
2020. október 13-án hivatalosan közölték, hogy Rosenqvist az Arrow McLaren Racing SP-hez szerződik Oliver Askew helyére, 2021-re. Június 12-én a Chevrolet Detroit Grand Prix 28. körében nagy sebességgel, szemből csapódott a falnak. Kórházba szállították, de nem szenvedett komolyabb sérüléseket. Két futam kihagyás után, Mid-Ohióban térhetett vissza a pályára. Egy vizsgálat során kiderült, hogy balesetét a beragadó gázpedál okozta, ezt viszont a McLaren cáfolta.
2022-ben is maradt a csapatnál. Az ovál Texasban pole-pozíciót szerzett, viszont a versenyt az egyik féltengely meghibásodása miatt fel kellett adnia. A szezon egyetlen USA-n kívüli fordulóján, a kanadai Torontóban ünnepelhette első dobogóját, amikor a 3. lett. 2022 szeptemberében ismertették, hogy 2023-ra meghosszabbította szerződését. A második IMS-en rendezett hétvégén is a leggyorsabbnak bizonyult az időmérőn.
A 2023-as évadban, Texasban újra első helyet ért el az időmérőn. A versenyen 72 körrel a vége előtt megcsúszott és a falnak csapódott, így kiesett. A szezonzárón, Laguna Secában, 0,01 másodperccel szerezte meg a pole-t, Scott McLaughlin előtt. 
2023. szeptember 5-én a Meyer Shank Racing jelentette be a leigazolását a 2024-es kiírásra.

## Eredményei

### Karrier összefoglaló
| Szezon  | Bajnokság                        | Csapat                     | Verseny | Győzelem | Pole | Leggyorsabb kör | Dobogós helyezés | Pont  | Helyezés |
| ------- | -------------------------------- | -------------------------- | ------- | -------- | ---- | --------------- | ---------------- | ----- | -------- |
| 2007    | Ázsiai Formula Renault Challenge | March3 Racing              | 14      | 1        | 1    | 1               | 6                | 193   | 4.       |
| 2007    | Formula Renault 2.0 NEC          | Trakstar Racing            | 2       | 0        | 0    | 0               | 0                | 0     | HN       |
| 2008    | Ázsiai Formula Renault 2.0       | March3 Racing              | 13      | 10       | 8    | 5               | 12               | 215   | 1.       |
| 2008    | Ázsiai Formula Renault Challenge | March3 Racing              | 2       | 2        | 0    | 1               | 2                | 60    | 8.       |
| 2008    | Olasz Formula Renault 2.0        | Prema Powerteam            | 2       | 0        | 0    | 0               | 0                | 0     | HN       |
| 2009    | Svéd Formula Renault 2.0         | BS Motorsport              | 14      | 6        | 6    | 3               | 13               | 115   | 1.       |
| 2009    | Formula Renault 2.0 NEZ          | BS Motorsport              | 10      | 3        | 2    | 1               | 9                | 193   | 1.       |
| 2009    | Formula Palmer Audi              | PalmerSport                | 3       | 2        | 0    | 2               | 2                | 48    | 21.      |
| 2010    | Német Formula–3-as bajnokság     | Performance Racing         | 18      | 2        | 1    | 0               | 8                | 83    | 5.       |
| 2011    | Formula–3 Euroseries             | Mücke Motorsport           | 27      | 1        | 0    | 5               | 10               | 219   | 5.       |
| 2011    | Masters of Formula–3             | Mücke Motorsport           | 1       | 1        | 0    | 1               | 1                | —     | 1.       |
| 2011    | Makaói nagydíj                   | Mücke Motorsport           | 1       | 0        | 0    | 0               | 0                | —     | HN       |
| 2012    | Formula–3 Euroseries             | Mücke Motorsport           | 24      | 4        | 3    | 3               | 9                | 212.5 | 4.       |
| 2012    | Formula–3 Európa-bajnokság       | Mücke Motorsport           | 20      | 4        | 3    | 3               | 7                | 192   | 3.       |
| 2012    | Masters of Formula–3             | Mücke Motorsport           | 1       | 0        | 0    | 0               | 0                | —     | 9.       |
| 2012    | Makaói nagydíj                   | Mücke Motorsport           | 1       | 0        | 0    | 0               | 1                | —     | 2.       |
| 2013    | Formula–3 Európa-bajnokság       | Mücke Motorsport           | 30      | 10       | 4    | 10              | 18               | 457   | 2.       |
| 2013    | Masters of Formula–3             | Mücke Motorsport           | 1       | 1        | 1    | 1               | 1                | —     | 1.       |
| 2013    | Makaói nagydíj                   | Mücke Motorsport           | 1       | 0        | 0    | 0               | 0                | —     | Kiesett  |
| 2014    | Formula–3 Európa-bajnokság       | Mücke Motorsport           | 33      | 1        | 1    | 3               | 2                | 198   | 8.       |
| 2014    | Makaói nagydíj                   | Mücke Motorsport           | 1       | 1        | 1    | 0               | 1                | —     | 1.       |
| 2014    | Formula Acceleration 1           | Svédország                 | 4       | 2        | 1    | 2               | 3                | 73    | 5.       |
| 2015    | Formula–3 Európa-bajnokság       | Prema Powerteam            | 33      | 13       | 16   | 13              | 24               | 518   | 1.       |
| 2015    | Makaói nagydíj                   | Prema Powerteam            | 1       | 1        | 1    | 1               | 1                | —     | 1.       |
| 2016    | Indy Lights                      | Belardi Auto Racing        | 10      | 3        | 3    | 3               | 3                | 185   | 12.      |
| 2016    | DTM                              | Mercedes-Benz DTM Team ART | 8       | 0        | 0    | 0               | 0                | 5     | 25.      |
| 2016    | Blancpain GT Sprint-kupa         | AKKA ASP                   | 10      | 1        | 1    | 1               | 3                | 51    | 7.       |
| 2016    | Blancpain GT Endurance-kupa      | AKKA ASP                   | 1       | 0        | 0    | 0               | 1                | 18    | 23.      |
| 2016    | ADAC GT Masters                  | AMG – Team Zakspeed        | 2       | 0        | 0    | 0               | 0                | 13    | 37.      |
| 2016    | Makaói nagydíj                   | Prema Powerteam            | 1       | 0        | 0    | 1               | 1                | —     | 2.       |
| 2016–17 | Formula–E                        | Mahindra Racing            | 12      | 1        | 3    | 2               | 5                | 127   | 3.       |
| 2017    | Super Formula                    | SUNOCO Team LeMans         | 7       | 0        | 0    | 2               | 3                | 28.5  | 3.       |
| 2017    | Le Mans-i 24 órás verseny        | DragonSpeed – 10 Star      | 1       | 0        | 0    | 0               | 0                | —     | 12.      |
| 2017    | FIA GT Világkupa                 | Scuderia Corsa             | 0       | 0        | 0    | 0               | 0                | —     | HN       |
| 2017    | Skandináv Porsche Carerra-kupa   | Mtech Competition          | 4       | 3        | 4    | 3               | 3                | 0     | HN‡      |
| 2017–18 | Formula–E                        | Mahindra Racing            | 12      | 2        | 3    | 1               | 2                | 96    | 6.       |
| 2018    | Super GT                         | Lexus Team LeMans Wako's   | 7       | 0        | 0    | 0               | 1                | 41    | 10.      |
| 2018    | Blancpain GT Endurance-kupa      | Ram Racing                 | 1       | 0        | 0    | 0               | 0                | 0     | HN       |
| 2018    | Porsche szuperkupa               | Porsche AG                 | 1       | 0        | 0    | 0               | 0                | 0     | HN‡      |
| 2018–19 | Formula–E                        | Mahindra Racing            | 1       | 0        | 0    | 0               | 0                | 0     | 25.      |
| 2019    | IndyCar                          | Chip Ganassi Racing        | 17      | 0        | 1    | 0               | 2                | 425   | 6.       |
| 2020    | IndyCar                          | Chip Ganassi Racing        | 14      | 1        | 0    | 2               | 1                | 306   | 11.      |
| 2021    | IndyCar                          | Arrow McLaren SP           | 14      | 0        | 0    | 0               | 0                | 205   | 21.      |
| 2021    | Svéd Porsche Carrera-kupa        | Porsche Experience Racing  | 2       | 0        | 1    | 0               | 2                | 38    | 14.      |
| 2022    | IndyCar                          | Arrow McLaren SP           | 17      | 0        | 2    | 0               | 1                | 393   | 8.       |
| 2022    | Svéd Porsche Carrera-kupa        | Porsche Experience Racing  | 2       | 0        | 1    | 0               | 0                | 8     | 25.      |
| 2023    | IndyCar                          | Arrow McLaren              | 17      | 0        | 2    | 1               | 2                | 324   | 12.      |
| 2024    | IndyCar                          | Meyer Shank Racing         | 0       | 0        | 0    | 0               | 0                | 0     | —        |

* A szezon jelenleg is zajlik.
‡  Mivel Rosenqvist vendégpilóta volt, ezért nem részesült pontokban.

### Teljes Formula–3 Euroseries eredménysorozata
(Táblázat értelmezése)

(Félkövér: pole-pozícióból indult; dőlt: leggyorsabb kört futott) 

| Év   | Csapat           | 1       | 2       | 3        | 4       | 5       | 6        | 7       | 8        | 9        | 10       | 11       | 12       | 13        | 14      | 15       | 16      | 17      | 18      | 19       | 20      | 21       | 22      | 23      | 24      | 25      | 26      | 27       | Helyezés | Pont  |
| ---- | ---------------- | ------- | ------- | -------- | ------- | ------- | -------- | ------- | -------- | -------- | -------- | -------- | -------- | --------- | ------- | -------- | ------- | ------- | ------- | -------- | ------- | -------- | ------- | ------- | ------- | ------- | ------- | -------- | -------- | ----- |
| 2011 | Mücke Motorsport | LEC 1 2 | LEC 2 4 | LEC 3 Ki | HOC 1 5 | HOC 2 5 | HOC 3    | ZAN 1 2 | ZAN 2 3  | ZAN 3 2  | RBR 1 Ki | RBR 2 10 | RBR 3 Ki | NOR 1 DSQ | NOR 2 5 | NOR 3 5  | NÜR 1 3 | NÜR 2   | NÜR 3 4 | SIL 1 4  | SIL 2 7 | SIL 3 Ki | VAL 1 2 | VAL 2 6 | VAL 3 4 | HOC 1 2 | HOC 2 1 | HOC 3 Ki | 5.       | 219   |
| 2012 | Mücke Motorsport | HOC 1 3 | HOC 2 3 | HOC 3    | BRH 1 7 | BRH 2 5 | BRH 3 Ki | RBR 1 9 | RBR 2 Ki | RBR 3 11 | NOR 1 6  | NOR 2 4  | NOR 3 14 | NÜR 1 4   | NÜR 2 3 | NÜR 2 Ki | ZAN 1   | ZAN 2 6 | ZAN 3 4 | VAL 1 13 | VAL 2 8 | VAL 3 1  | HOC 1   | HOC 2 9 | HOC 3 1 |         |         |          | 4.       | 212,5 |

### Teljes Formula–3 Európa-bajnokság eredménysorozata
(Táblázat értelmezése)

(Félkövér: pole-pozícióból indult; dőlt: leggyorsabb kört futott) 

| Év   | Csapat           | 1        | 2        | 3        | 4       | 5       | 6        | 7        | 8        | 9       | 10       | 11      | 12       | 13      | 14       | 15      | 16      | 17       | 18       | 19      | 20      | 21      | 22      | 23       | 24       | 25       | 26      | 27       | 28      | 29      | 30       | 31      | 32      | 33      | Helyezés | Pont |
| ---- | ---------------- | -------- | -------- | -------- | ------- | ------- | -------- | -------- | -------- | ------- | -------- | ------- | -------- | ------- | -------- | ------- | ------- | -------- | -------- | ------- | ------- | ------- | ------- | -------- | -------- | -------- | ------- | -------- | ------- | ------- | -------- | ------- | ------- | ------- | -------- | ---- |
| 2012 | Mücke Motorsport | HOC 1 3  | HOC 2 3  | PAU 1 4  | PAU 2 6 | BRH 1 7 | BRH 2 Ki | RBR 1 9  | RBR 2 11 | NOR 1 6 | NOR 2 14 | SPA 1 9 | SPA 2 Ki | NÜR 1 4 | NÜR 2 Ki | ZAN 1   | ZAN 2 4 | VAL 1 13 | VAL 2 1  | HOC 1   | HOC 2 1 |         |         |          |          |          |         |          |         |         |          |         |         |         | 3.       | 192  |
| 2013 | Mücke Motorsport | MNZ 1 Ki | MNZ 2 4  | MNZ 3 11 | SIL 1 3 | SIL 2 1 | SIL 3 2  | HOC 1 8  | HOC 2 10 | HOC 3 1 | BRH 1 4  | BRH 2 5 | BRH 3    | RBR 1   | RBR 2 1  | RBR 3 1 | NOR 1 2 | NOR 2    | NOR 3 1  | NÜR 1 3 | NÜR 2 9 | NÜR 3 5 | ZAN 1 2 | ZAN 2 1  | ZAN 3 1  | VAL 1 10 | VAL 2 9 | VAL 3 6  | HOC 1   | HOC 2 1 | HOC 3 2  |         |         |         | 2.       | 457  |
| 2014 | Mücke Motorsport | SIL 1 9  | SIL 2 14 | SIL 3 7  | HOC 1 5 | HOC 2 7 | HOC 3 Ki | PAU 1 14 | PAU 2 Ki | PAU 3 1 | HUN 1 3  | HUN 2 4 | HUN 3 17 | SPA 1 7 | SPA 2 4  | SPA 3 9 | NOR 1 6 | NOR 2 6  | NOR 3 11 | MSC 1 8 | MSC 2 7 | MSC 3 5 | RBR 1 4 | RBR 2 Ki | RBR 3 Ki | NÜR 1 8  | NÜR 2 7 | NÜR 3 Ki | IMO 1 4 | IMO 2 9 | IMO 3 Ki | HOC 1 5 | HOC 2 6 | HOC 3 4 | 8.       | 198  |
| 2015 | Prema Powerteam  | SIL 1    | SIL 2 7  | SIL 3 12 | HOC 1 2 | HOC 2 1 | HOC 3 2  | PAU 1 14 | PAU 2 5  | PAU 3 6 | MNZ 1    | MNZ 2 1 | MNZ 3 1  | SPA 1 2 | SPA 2 Ki | SPA 3 5 | NOR 1 3 | NOR 2 17 | NOR 3 13 | ZAN 1 2 | ZAN 2 1 | ZAN 3   | RBR 1 2 | RBR 2 1  | RBR 3 2  | ALG 1 3  | ALG 2 1 | ALG 3 1  | NÜR 1   | NÜR 2 1 | NÜR 3 1  | HOC 1 3 | HOC 2 3 | HOC 3 1 | 1.       | 518  |

† A versenyt nem fejezte be, de helyezését értékelték, mert a versenytáv több, mint 90%-át teljesítette.

### Teljes Blancpain GT Sprint kupa eredménylistája
(Táblázat értelmezése)

(Félkövér: pole-pozícióból indult; dőlt: leggyorsabb kört futott) 

| Év   | Csapat   | Osztály | 1        | 2         | 3        | 4        | 5         | 6         | 7        | 8        | 9        | 10       | Helyezés | Pont |
| ---- | -------- | ------- | -------- | --------- | -------- | -------- | --------- | --------- | -------- | -------- | -------- | -------- | -------- | ---- |
| 2016 | AKKA ASP | Pro     | MIS QR 7 | MIS CR 32 | BRH QR 9 | BRH CR 9 | NÜR QR 27 | NÜR CR 10 | HUN QR 2 | HUN CR 4 | CAT QR 3 | CAT CR 1 | 7.       | 51   |

### Teljes DTM eredménylistája
(Táblázat értelmezése)

(Félkövér: pole-pozícióból indult; dőlt: leggyorsabb kört futott) 

| Év   | Csapat         | 1     | 2     | 3     | 4     | 5     | 6     | 7     | 8     | 9     | 10    | 11       | 12       | 13       | 14       | 15      | 16       | 17       | 18       | Helyezés | Pont |
| ---- | -------------- | ----- | ----- | ----- | ----- | ----- | ----- | ----- | ----- | ----- | ----- | -------- | -------- | -------- | -------- | ------- | -------- | -------- | -------- | -------- | ---- |
| 2016 | ART Grand Prix | HOC 1 | HOC 2 | SPL 1 | SPL 2 | LAU 1 | LAU 2 | NOR 1 | NOR 2 | ZAN 1 | ZAN 2 | MSC 1 10 | MSC 2 20 | NÜR 1 12 | NÜR 2 18 | HUN 1 8 | HUN 1 11 | HOC 1 Ki | HOC 2 Ki | 25.      | 5    |

### Teljes Formula–E eredménylistája
(Táblázat értelmezése)

(Félkövér: pole-pozícióból indult; dőlt: leggyorsabb kört futott) 

| Év      | Csapat   | 1       | 2      | 3      | 4      | 5      | 6     | 7      | 8      | 9       | 10     | 11      | 12     | 13   | Helyezés | Pont |
| ------- | -------- | ------- | ------ | ------ | ------ | ------ | ----- | ------ | ------ | ------- | ------ | ------- | ------ | ---- | -------- | ---- |
| 2016–17 | Mahindra | HKG 15  | MAR 3  | BUE 18 | MEX 16 | MON 6  | PAR 4 | BER1 1 | BER2 2 | NYC1 15 | NYC2 2 | MNT1 9  | MNT2 2 |      | 3.       | 127  |
| 2017–18 | Mahindra | HKG1 14 | HKG2 1 | MAR 1  | SAN 4  | MEX Ki | PDE 5 | ROM Ki | PAR 8  | BER 11  | ZÜR 15 | NYC1 14 | NYC2 5 |      | 6.       | 86   |
| 2018–19 | Mahindra | DIR Ki  | MAR    | SAN    | MEX    | HKG    | SNY   | ROM    | PAR    | MON     | BER    | BRN     | NYC1   | NYC2 | –        | 0    |

### Teljes Indy Lights eredménysorozata
(Táblázat értelmezése)

(Félkövér: pole-pozícióból indult; dőlt: leggyorsabb kört futott) 

| Év   | Csapat              | 1     | 2     | 3      | 4      | 5     | 6     | 7     | 8      | 9   | 10  | 11  | 12    | 13    | 14  | 15  | 16  | 17  | 18  | Helyezés | Pont |
| ---- | ------------------- | ----- | ----- | ------ | ------ | ----- | ----- | ----- | ------ | --- | --- | --- | ----- | ----- | --- | --- | --- | --- | --- | -------- | ---- |
| 2016 | Belardi Auto Racing | STP 7 | STP 1 | PHX 15 | ALA 14 | ALA 8 | IMS 4 | IMS 6 | INDY 9 | ROA | ROA | IOW | TOR 1 | TOR 1 | MDO | MDO | WGL | LAG | LAG | 12.      | 185  |

### Teljes IndyCar eredménysorozata
| Év   | Csapat              | 1      | 2      | 3      | 4      | 5      | 6       | 7       | 8      | 9      | 10     | 11     | 12     | 13     | 14     | 15     | 16     | 17     | 18  | Helyezés | Pont |
| ---- | ------------------- | ------ | ------ | ------ | ------ | ------ | ------- | ------- | ------ | ------ | ------ | ------ | ------ | ------ | ------ | ------ | ------ | ------ | --- | -------- | ---- |
| 2019 | Chip Ganassi Racing | STP 4  | COA 23 | ALA 10 | LBH 10 | IMS 8  | INDY 28 | DET 4   | DET 16 | TXS 12 | ROA 6  | TOR 5  | IOW 14 | MDO 2  | POC 22 | GTW 11 | POR 2  | LAG 5  |     | 6.       | 425  |
| 2020 | Chip Ganassi Racing | TXS 20 | IMS 15 | ROA 18 | ROA 1  | IOW 14 | IOW 15  | INDY 12 | GTW 8  | GTW 7  | MDO 6  | MDO 22 | IMS 5  | IMS 11 | STP 18 |        |        |        |     | 11.      | 306  |
| 2021 | Arrow McLaren SP    | ALA 21 | STP 12 | TXS 13 | TXS 16 | IMS 17 | INDY 27 | DET 25  | DET    | ROA    | MDO 23 | NSH 8  | IMS 13 | GTW 16 | POR 6  | LAG 19 | LBH 13 |        |     | 21.      | 205  |
| 2022 | Arrow McLaren SP    | STP 17 | TXS 21 | LBH 11 | ALA 16 | IMS 6  | INDY 4  | DET 10  | ROA 6  | MDO 27 | TOR 3  | IOW 26 | IOW 7  | IMS 9  | NSH 7  | GTW 16 | POR 10 | LAG 4  |     | 8.       | 393  |
| 2023 | Arrow McLaren       | STP 19 | TXS 26 | LBH 7  | ALA 9  | IMS 5  | INDY 27 | DET 3   | ROA 20 | MDO 25 | TOR 10 | IOW 13 | IOW 4  | NSH 22 | IMS 27 | GTW 8  | POR 2  | LAG 19 |     | 12.      | 324  |
| 2024 | Meyer Shank Racing  | STP .  | TRM2   | LBH    | ALA    | IMS    | INDY    | DET     | ROA    | LAG    | MDO    | IOW    | IOW    | TOR    | GTW    | POR    | MIL    | MIL    | NSH | —        | 0    |

* A szezon jelenleg is zajlik.
2 A verseny nem számít bele a bajnokságba

#### Indianapolis 500
| Év   | Kasztni | Motor     | Rajthely | Eredmény | Csapat              |
| ---- | ------- | --------- | -------- | -------- | ------------------- |
| 2019 | Dallara | Honda     | 29       | 28       | Chip Ganassi Racing |
| 2020 | Dallara | Honda     | 14       | 12       | Chip Ganassi Racing |
| 2021 | Dallara | Chevrolet | 14       | 27       | Arrow McLaren SP    |
| 2022 | Dallara | Chevrolet | 8        | 4        | Arrow McLaren SP    |
| 2023 | Dallara | Chevrolet | 3        | 27       | Arrow McLaren       |

### Le Mans-i 24 órás autóverseny
| Év   | Csapat                | Csapattárs               | Autó            | Kategória | Kör | Összetett Helyezés | Kategória Helyezés |
| ---- | --------------------- | ------------------------ | --------------- | --------- | --- | ------------------ | ------------------ |
| 2017 | Dragonspeed – 10 Star | Henrik Hedman Ben Hanley | Oreca 07-Gibson | LMP2      | 343 | 14.                | 12.                |

### Daytonai 24 órás autóverseny
| Év   | Csapat                | Csapattárs                                  | Autó                  | Kategória | Kör | Összetett Helyezés | Kategória Helyezés |
| ---- | --------------------- | ------------------------------------------- | --------------------- | --------- | --- | ------------------ | ------------------ |
| 2016 | Starworks Motorsport  | Sean Johnston Maro Engel Mark Kvamme        | Oreca FLM09-Chevrolet | PC        | 179 | Kiesett            | Kiesett            |
| 2018 | Jackie Chan DCR Jota  | Robin Frijns Daniel Juncadella Lance Stroll | Oreca 07-Gibson       | P         | 777 | 15.                | 11.                |
| 2024 | United Autosports USA | Paul di Resta Bijoy Garg Dan Goldburg       | Oreca 07-Gibson       | LMP2      |     |                    |                    |

### Teljes Super Formula eredménylistája
(Táblázat értelmezése)

(Félkövér: pole-pozícióból indult; dőlt: leggyorsabb kört futott) 

| Év   | Csapat             | 1      | 2      | 3     | 4     | 5     | 6     | 7     | 8     | 9     | Helyezés | Pont |
| ---- | ------------------ | ------ | ------ | ----- | ----- | ----- | ----- | ----- | ----- | ----- | -------- | ---- |
| 2017 | SUNOCO Team LeMans | SUZ 11 | OKA 12 | OKA 4 | FUJ 2 | MOT 3 | AUT 2 | SUG 5 | SUZ T | SUZ T | 3.       | 28.5 |

† A versenyt nem fejezte be, de helyezését értékelték, mert a versenytáv több, mint 90%-át teljesítette.

### Teljes Super GT eredménysorozata
(Táblázat értelmezése)

(Félkövér: pole-pozícióból indult; dőlt: leggyorsabb kört futott) 

| Év   | Csapat                   | Osztály | 1     | 2     | 3   | 4     | 5     | 6      | 7     | 8     | Helyezés | Pont |
| ---- | ------------------------ | ------- | ----- | ----- | --- | ----- | ----- | ------ | ----- | ----- | -------- | ---- |
| 2018 | Lexus Team LeMans Wako's | GT500   | OKA 4 | FUJ 5 | SUZ | CHA 2 | FUJ 7 | SUG 11 | AUT 9 | MOT 6 | 10.      | 41   |